# Tommy Richman
Tommy Richmann (* 21. März 2000 in Woodbridge, Virginia) ist ein US-amerikanischer Sänger und Songwriter.

## Leben
Tommy Richmann wurde 2000 als Sohn eines Schlagzeuglehrers und einer tauben Mutter geboren. Als Kind nahm er Gesangsstunden.
Richman begann Mitte der 2010er seine erste Musik über SoundCloud und Spotify hochzuladen. Sein erster Song war 2016 Ballin Stallin’. Mit seinen nächsten Singles und EPs begann er verschiedene Genres, darunter Contemporary R&B und Punkrock zu verschmelzen. Nachdem 2019 sein Song Pleasantville ein kleiner Erfolg wurde, schmiss er seine Collegeausbildung, um sich auf seine Musikkarriere zu konzentrieren.
2022 zog Richman von Virginia nach Los Angeles. Im gleichen Jahr erschien seine EP Paycheck. 2023 wurde er von Brent Faiyaz auf dessen Independent-Label ISO Supremacy unter Vertrag genommen, das eine Partnerschaft mit Pulse Records einging. Für Faiyaz eröffnete er auf dessen F*ck the World, It's a Wasteland Tour und war als Gast auf dessen Mixtape Larger Than Life.
Im April 2024 teaserte er seine neue Single Million Dollar Baby auf TikTok an und erhielt Millionen Views. Der eigentliche Song erschien am 26. April 2024 und erreichte innerhalb kürzester Zeit 38 Millionen Streams. So debütierte er auf Platz 2 der Billboard Hot 100. In der Folge entwickelte sich der Song zum globalen Hit.

## Diskografie

### Alben
- 2022: Alligator
- 2024: Coyote

### EPs
- 2022: Paycheck
- 2023: The Rush

### Singles
- 2019: Pleasantville
- 2019: Walk
- 2019: Melba
- 2020: Avogadro’s Number
- 2020: Pepsi Namco
- 2020: Tu Pax
- 2020: Uncle Pedro
- 2021: Chrono Trigger
- 2021: Star Girl
- 2022: Games
- 2022: Paycheck
- 2023: Wish I Never Knew You
- 2023: 30 Til Midnight
- 2023: Last Nite
- 2024: Soulcrusher
- 2024: Selfish
- 2024: Million Dollar Baby
- 2024: Devil Is a Lie (#8 der deutschen Single-Trend-Charts am 12. Juli 2024[10])

## Auszeichnungen für Musikverkäufe
| Goldene Schallplatte - Belgien - 2024: für die Single Million Dollar Baby - Dänemark - 2024: für die Single Million Dollar Baby - Frankreich - 2024: für die Single Million Dollar Baby - Neuseeland - 2024: für die Single Devil Is a Lie - Polen - 2024: für die Single Million Dollar Baby - Spanien - 2025: für die Single Million Dollar Baby - Vereinigte Staaten - 2024: für das Lied Upset | Platin-Schallplatte - Australien - 2024: für die Single Devil Is a Lie - Brasilien - 2025: für die Single Devil Is a Lie - Griechenland - 2024: für die Single Million Dollar Baby - Kanada - 2025: für die Single Devil Is a Lie - Portugal - 2024: für die Single Million Dollar Baby 4× Platin-Schallplatte - Neuseeland - 2025: für die Single Million Dollar Baby 5× Platin-Schallplatte - Australien - 2025: für die Single Million Dollar Baby - Kanada - 2025: für die Single Million Dollar Baby |

Anmerkung: Auszeichnungen in Ländern aus den Charttabellen bzw. Chartboxen sind in ebendiesen zu finden.
| Land/RegionAuszeichnungen für Musikverkäufe (Land/Region, Auszeichnungen, Verkäufe, Quellen) | Silber  | Gold     | Platin       | Verkäufe  | Quellen             |
| -------------------------------------------------------------------------------------------- | ------- | -------- | ------------ | --------- | ------------------- |
| Australien (ARIA)                                                                            | —       | —        | 6× Platin6   | 420.000   | aria.com.au         |
| Belgien (BRMA)                                                                               | —       | Gold1    | —            | 20.000    | ultratop.be         |
| Brasilien (PMB)                                                                              | —       | —        | Platin1      | 40.000    | pro-musicabr.org.br |
| Dänemark (IFPI)                                                                              | —       | Gold1    | —            | 45.000    | ifpi.dk             |
| Frankreich (SNEP)                                                                            | —       | Gold1    | —            | 100.000   | snepmusique.com     |
| Griechenland (IFPI)                                                                          | —       | —        | Platin1      | 20.000    | Einzelnachweise     |
| Kanada (MC)                                                                                  | —       | —        | 6× Platin6   | 480.000   | musiccanada.com     |
| Neuseeland (RMNZ)                                                                            | —       | Gold1    | 4× Platin4   | 135.000   | radioscope.co.nz    |
| Österreich (IFPI)                                                                            | —       | Gold1    | —            | 15.000    | ifpi.at             |
| Polen (ZPAV)                                                                                 | —       | Gold1    | —            | 25.000    | olis.pl             |
| Portugal (AFP)                                                                               | —       | —        | Platin1      | 10.000    | Einzelnachweise     |
| Spanien (Promusicae)                                                                         | —       | Gold1    | —            | 30.000    | elportaldemusica.es |
| Vereinigte Staaten (RIAA)                                                                    | —       | Gold1    | 6× Platin6   | 6.500.000 | riaa.com            |
| Vereinigtes Königreich (BPI)                                                                 | Silber1 | —        | Platin1      | 800.000   | bpi.co.uk           |
| Insgesamt                                                                                    | Silber1 | 8× Gold8 | 26× Platin26 |           |                     |